# Ривер Фолс (Висконсин)
Ривер Фолс (енгл. River Falls) град је у америчкој савезној држави Висконсин.

## Демографија
По попису из 2010. године број становника је 15.000, што је 2.44 (19,4%) становника више него 2000. године.
| Група             | 2000.          | 2010.          |
| Белци             | 12.063 (96,0%) | 14.057 (93,7%) |
| Афроамериканци    | 66 (0,5%)      | 177 (1,2%)     |
| Азијати           | 128 (1,0%)     | 218 (1,5%)     |
| Хиспаноамериканци | 119 (0,9%)     | 270 (1,8%)     |
| Укупно            | 12.560         | 15.000         |